# Макензи, Артур Форд
Артур Форд Макензи (англ. Arthur Ford Mackenzie; 6 октября 1861, Кингстон, Ямайка — 23 июня 1905, там же) — английский шахматный композитор, автор ряда сборников шахматных задач. С 1880 опубликовал свыше 300 задач. На конкурсах удостоен около 200 отличий, в том числе 45 первых призов (рекордное достижение для конца XIX века).
Составлял преимущественно двух- и трёхходовки, последние главным образом с правильными матами (патами). В 1896 году ослеп. Задачи, составленные им вслепую, принадлежат к его лучшим композициям. Сборник задач 1905 послужил началом «рождественской серии» книг по композиции.

## Книги
- Chess: its poetry and its prose, Kingston, 1887;
- Chess lyrics, N. Y., 1905